# Józef Grabski
Józef Grabski (ur. 1950 w Warszawie) – polski historyk sztuki, dyrektor Instytutu Badań nad Sztuką IRSA od założenia w 1979, wydawca oraz redaktor naczelny pisma Artibus et Historiae.

## Życiorys
Urodził się w 1950 w Warszawie w powojennej Polsce. Po ukończeniu liceum francuskiego (1968) studiował historię sztuki na Uniwersytecie Warszawskim (1968-1972) broniąc pracę magisterską u Jana Białostockiego o ikonografii w malarstwie weneckiego Renesansu. Wytypowany przez Henryka Stażewskiego na stypendystę Nagrody Herdera w 1972. Po pobytach naukowych w Fondazione Cini w Wenecji, kontynuował studia doktoranckie historii sztuki i filozofii na Uniwersytecie Wiedeńskim, broniąc doktorat o Leonie Chwistku i teorii strefizmu w malarstwie (1976) u Hermanna Filitza i Güntera Heinza. Po pobytach naukowych w Fondazione R. Longhi oraz Villa I Tatti (Harvard Unviersity) we Florencji oraz dzięki stypendium Karoliny Lanckorońskiej (1977) na kontynuacje badań sztuki włoskiego Renesansu napisał szereg publikacji o m.in. Donatello, Lorenzo Lotto, Padovano, Tintoretto, Tycjan. 15 maja 2018 uzyskał habilitację na Uniwersytecie Jagiellońskim.
Wraz z André Chastel, Janem Białostockim, Federico Zeri, W. Roger Rearick oraz Hermann Fillitzem założył w 1979 Międzynarodowy Instytut Badań nad Sztuką IRSA z siedzibą w Wenecji i został jego dyrektorem. W 1980 założył Artibus et Historiae i Fundację Promocji Kultury IRSA w 2011.
Doradzał oraz współtworzył wiele międzynarodowych kolekcji prywatnych i muzealnych, m.in. H. Abel (Monachium), Gordonów (w Londynie), Barbary Piaseckiej Johnson (Johnson & Johnson, New Jersey).
Obecnie jest m.in. członkiem rady Muzeum przy Zamku Królewskim na Wawelu, członkiem Rady Muzeum Narodowym w Krakowie, Rady przy Lwowskiej Galerii Sztuki (Lwów, Ukraina) oraz stowarzyszenia Alexandra Exter.
Organizował wiele wystaw sztuki, m.in. „Opus Sacrum” (1990, Warszawa), "École de Paris" (1998, Kraków, Wrocław), „The Beauty of Gentleness. New Harmony Paintings” Iwa Zaniewskiego (2008, Szanghaj, Chiny) i wielu innych.
Jedną z głównych wartości w działalności Józefa Grabskiego jest promocja sztuki, kultury i historii Europy Środkowej i Wschodniej, a w szczególności Polski, na świecie. Zorganizował wystawę „ Opening Up” sześciu wybitnych współczesnych polskich artystów w Hammer Galleries (1991, Nowy Jork) oraz wydał monografię "Damy z Łasiczką" Leonarda da Vinci – z okazji podróży dzieła do Stanów Zjednoczonych, w ramach wystawy „Circa 1492. Art. In the Age of Exploration” (1991-1992, National Art Gallery, Waszyngton). Organizował liczne wystawy polskich artystów w Polsce i za granicą, m.in. Aliny Szapocznikow, Ryszarda Winiarskiego, Leona Tarasewicza, Jerzego Tchórzewskiego. Jest członkiem Rady publicznych i prywatnych instytucji promujących sztukę i kulturę w Polsce, Ukrainie i Chinach.

## Nagrody i nominacje
- 1972 – Herder-Studienstipendium
- 2010 – Powołanie do Rady Fundacji „Podhorecki Zamek”, Lwów, Ukraina
- 2014 – Powołanie na konsultanta wydarzeń artystycznych przy Wielkim Murze Chińskim, Pekin
- 2015 – Nagroda specjalna Ministra Kultury i Dziedzictwa Narodowego w uznaniu zasług dla kultury polskiej
- 2015 – Powołanie przez min. Małgorzatę Omilanowską na członka Rady Muzeum przy Zamku Królewskim na Wawelu – Państwowe Zbiory Sztuki w Krakowie
- 2016 – Powołanie przez min. Piotra Glińskiego na członka Rady Muzeum przy Muzeum Narodowym w Krakowie
- 2016 – Powołanie do Rady przy Lwowskiej Galerii Sztuki, Lwów, Ukraina
- 2021 – Kawaler Orderu Gwiazdy Włoch[8]
- Członek Jury Nagrody im. M. Sokołowskiego
- Członek Komitetu Honorowego Odbudowy Opactwa Benedyktynów w Tyńcu
- Członek Komitetu Stowarzyszenia Alexandra Exter

## Wybrane publikacje
- Leon Chwistek und sein „Strefismus” in der Malerei, „Alte und Moderne Kunst”, 1977, t. 22, nr 154–155, s. 48–51.
- „Opus alchemicum”. Treści alchemiczne w renesansowym obrazie weneckim z Muzeum Narodowego w Krakowie. (Rzekome „Znalezienie grobu św. Izydora Oracza i jego żony”), „Biuletyn Historii Sztuki”, BHS, R. 41, 1979, nr 1, s. 43–54.
- Przedmowa, [w:] Opus sacrum. Wystawa ze zbiorów Barbary Piaseckiej Johnson, kat. wyst. Zamek Królewski w Warszawie, red. J. Grabski, Warszawa 1990, s. 8–9.
- (z Andrzejem Rottermundem), Kolekcje dzieł sztuki w Polsce, [w:] Opus sacrum. Wystawa ze zbiorów Barbary Piaseckiej Johnson, kat. wyst. Zamek Królewski w Warszawie, red. J. Grabski, Warszawa 1990, s. 14–17.
- Einleitung zur Ausstellung Opus sacrum, [w:] Opus sacrum. Europäische Kunst des 13. bis 18. Jahrhunderts aus der Privatsammlung von Barbara Piasecka Johnson, red. J. Grabski, Liechtensteinische Staatliche Kunstsammlung, Vaduz 1991, s. 6–7.
- Preface, [w:] Leonardo da Vinci (1452–1519). Lady with an Ermine from the Czartoryski Collection, National Museum, Cracow (publikacja towarzysząca wystawie „Circa 1492. Art in the Age of Exploration”, Narodowa Galeria Sztuki, Waszyngton), Wiedeń–Kraków 1991, s. 5.
- (z Jackiem Purchlą), Introduction, [w:] Jan Vermeer van Delft (1632–1675). St. Praxedis, kat. wyst. Zamek Królewski na Wawelu, Wiedeń–Kraków 1991, s. 5.
- Twórczość malarska Anny Kostenko, [w:] Anna Kostenko. Malarstwo, kat. wyst. Pałac Sztuki TPSP w Krakowie, Kraków 1998 [s. nlb.].
- Przesączyć kolor światem, a linią podkreślić kształt... Europejski rodowód oraz swojska tradycja w twórczości malarskiej Juliusza Joniaka, [w:] Juliusz Joniak. Malarstwo, kat. wyst. Pałac Sztuki TPSP w Krakowie, 15 maja–14 czerwca 1998, Kraków 1998, s. 15–28.
- Artyści żydowscy z Polski kręgu „École de Paris”. Kolekcja Wojciecha Fibaka, [w:] École de Paris. Artyści żydowscy z Polski w kolekcji Wojciecha Fibaka, red. J. Grabski, kat. wyst. Pałac Sztuki TPSP w Krakowie, lipiec–sierpień 1998, s. 7–10.
- Artyści żydowscy z Polski kręgu „École de Paris”. Kolekcja Wojciecha Fibaka, [w:] École de Paris. Artyści żydowscy z Polski w kolekcji Wojciecha Fibaka, red. J. Grabski, kat. wyst. Pałac Poznańskich – Muzeum Historii Miasta Łodzi. Łódź 1998–1999, s. 11–14.
- Jacek Malczewski – nowe aspekty twórczości, [w:] Jacek Malczewski, Czesław Rzepiński, Juliusz Joniak, Jan Szancenbach – Malarstwo. Wystawa ze zbiorów krakowskich Rotarian i ich rodzin, Pałac Sztuki TPSP, Kraków, październik 1999; marzec–maj 1999.
- Wstęp, [w:] Stasys 50, kat. wyst. Pałac Sztuki TPSP w Krakowie, red. J. Grabski, Kraków 1999, s. 7–8.
- Stasys 50, [w:] Stasys 50, kat. wyst. Pałac Sztuki TPSP w Krakowie, red. J. Grabski, Kraków 1999, s. 9–17.
- Wstęp – nowe źródła do badań nad Panoramą Racławicką, [w:] Mała Panorama Racławicka Wojciecha Kossaka i Jana Styki, kat. wyst. Muzeum Okręgowe w Tarnowie, Muzeum Narodowe Ziemi Przemyskiej w Przemyślu, 2001–2002, red. J. Grabski, Kraków 2001, s. 7–8.
- Aleksandra Kobzdeja zmagania z materią [w:] Aleksander Kobzdej. Zmagania z materią, kat. wyst. Galeria Polskiego Domu Aukcyjnego „SZTUKA”, red. J. Grabski, Kraków–Warszawa 2002, s. 9–11.
- Przedmowa, [w:] Beata Sarapata. Ślady przodków. Malarstwo, kat. wyst. pod red. J. Grabskiego, [Kraków 2004], s. 5.
- The Transmissive Function of Fine Arts: Some Observations on the Power and Function of Art in the Past and in the Age of Multimedia, [w]: BEIJING FORUM 2008: Harmony and Civilizations and Prosperity for All – The Universal Value and the Development Trend of Civilization, Transcendence of Arts and the Development of Civilizations, Pekin 2008, s. 85–93.
- Antonio Canova, Portret młodego Henryka Lubomirskiego (nr kat. 33), [w:] Uroda portretu. Polska, od Kobera do Witkacego, red. P. Mrozowski, A. Rottermund, kat. wyst. Zamek Królewski w Warszawie, Warszawa 2009, s. 180–182.
- „Jaki piękny”. Tchnienie w materię: ból przetwarzania i metamorfozy, [w:] Bronisław Krzysztof. Rzeźba, medale, szkice, małe formy, obiekty sztuki, Bielsko-Biała 2010, s. 6–9 (wyd. ang. “‘How Beautiful [He Is]’, Breathing Life into Matter: the Pain and Transformation and Metamorphoses”, in: Bronisław Krzysztof. Sculpture, Medals, Sketches, Bielsko-Biała 2010, pp. 6–9).
- “Kolekcjonerzy polscy i polskie prywatne zbiory dzieł sztuki na tle kolekcjonerstwa międzynarodowego: przypadki i tendencje”, Kronika Zamkowa, 59–69, 2010, pp. 61–70.
- Polish Renaissance Art and the Art of the Renaissance in Poland [约瑟夫·格拉布斯基：波兰的文艺复兴艺术与文艺复兴艺术在波兰的发展] [w:] Poland – China. Art And Cultural Heritage, red. J. Wasilewska, Wydawnictwo Uniwersytetu Jagiellońskiego, Kraków 2011.
- The 30th anniversary of the IRSA Institute for Art Historical Research, [w:] History of Art History in Central, Eastern and South-Eastern Europe, vol. II, ed. J. Malinowski, Toruń 2012, s. 89–93.
- “Il ruolo del ritratto nelle opere narrative e religiose di Sebastiano del Piombo: fra Raffaello e Michelangelo”, Konsthistorisk tidskrift/Journal of Art History, nr 4, LXXXI, 2012, pp. 238–244.
- Грабски Йозеф, Путь к совершенству: изучение натуры, наследия великих мастеров и оттачивание ремесла. Некоторые источники вдохновения Николая Ивановича Фешина (1881–1995). — Through Practice, Observation of Nature and Great Masters to Perfection. The Sources of Inspiration of Nicolai I. Fechin (1881–1955), [w:] Вторые казанские искусствоведческие чтения. К 130-летию со дня рождения Н. И. Фешина. Материалы Международной научно-практической конференции 2–3 ноября 2011 года (Казань), Kazań 2014, s. 8–13.
- Jerzy Tchórzewski. Malarz poeta, [w:] Jerzy Tchórzewski, katalog wystawy, Galeria Opera, Teatr Wielki Opera Narodowa, Warszawa 2015, s. 5–21.
- The Iconography of St. Francis in the Work of El Greco and His Workshop: Typology, Variants, Derivatives, [w:] Art in the Time of El Greco, red. A. Witko, Kraków 2016, s. 103–120.
- The Significance of Shape and Colour. Essays on Art, Mostly of the Italian Renaissance, Kraków 2016.
- “Bernini’s Bronze Medallion of Pope Clement X: Some Problems of Workshop and Collaboration”, [w druku]